# صد کتاب برتر تاریخ ادبیات به انتخاب انجمن کتاب نروژ
صد کتاب برتر تاریخ ادبیات، فهرستی از بهترین‌های ادبیات داستانی تاریخ است که توسط انجمن کتاب نروژ منتشر شده‌است.
انجمن کتاب نروژ با نظرخواهی از ۱۰۰ نویسنده سرشناس از ۵۴ کشور فهرست ۱۰۰ کتاب برتر تاریخ ادبیات جهان را منتشر کرد.
در این نظرسنجی هر یک از نویسندگان باید ۱۰ کتاب مورد نظر خود را معرفی می‌کرد که در پایان کتاب دن‌کیشوت نوشته میگوئل دی سروانتس نویسندهٔ نامدار اسپانیایی با کسب بیشترین آرای ممکن در رتبه اول قرار گرفت برای بقیه عناوین رده‌بندی در نظر گرفته نشده‌است. فهرست زیر بر اساس سال انتشار کتاب تنظیم شده‌است.
کارلوس فوئنتس، پل آستر، اورهان پاموک، میلان کوندرا، نادین گوردیمر، جان اروینگ و وی. اس نایپائول از جمله چهره‌های سرشناسی بودند که در این نظرسنجی شرکت کردند.

## فهرست
| کشور       | سال          | عنوان                              | نویسنده                  |
| ---------- | ------------ | ---------------------------------- | ------------------------ |
| بین‌النهرین | ۱۸۰۰ ق. م    | حماسه گیلگمش                       |                          |
| یونان      | ۷۰۰ ق. م     | ایلیاد و ادیسه                     | هومر                     |
| هند        | ۵۰۰ ق. م     | مهاباراتا                          |                          |
| یونان      | ۴۳۱ ق. م     | مده آ                              | ائوریپیدس                |
| یونان      | ۴۲۸ ق. م     | ادیپ شهریار                        | سوفکلس                   |
| فلسطین     | ۴۰۰ ق. م     | کتاب ایوب                          |                          |
| ایران      | ۴۰۰ ق. م     | هزار و یکشب                        |                          |
| هند        | ۳۰۰ ق. م     | رامایانا                           | والمیکی                  |
| ایتالیا    | ۲۹–۱۹ ق. م   | انئید                              | ویرژیل                   |
| ایتالیا    | ۱۰ ق. م-۱۹ م | دگردیسی‌ها                          | اوید                     |
| هند        | ۲۰۰          | شکونتلا                            | کالیداس                  |
| ژاپن       | ۱۰۰۰         | افسانه گنجی                        | موراساکی شیکیبو          |
| ایران      | ۱۲۰۰         | بوستان                             | سعدی                     |
| ایران      | ۱۲۶۰         | مثنوی معنوی                        | مولوی                    |
| ایسلند     | ۱۳۰۰         | سرگذشت نیال                        |                          |
| ایتالیا    | ۱۳۰۸–۱۳۲۱    | کمدی الهی                          | دانته آلیگیری            |
| ایتالیا    | ۱۳۴۸         | دکامرون                            | جووانی بوکاچو            |
| انگلیس     | ۱۳۷۲         | حکایت‌های کنتربری                   | جفری چاسر                |
| فرانسه     | ۱۵۳۲         | گارگانتوا و پانتاگروئل             | فرانسوا رابله            |
| فرانسه     | ۱۵۹۲         | مقالات                             | میشل دو مونتنی           |
| انگلیس     | ۱۵۹۹–۱۶۰۳    | هملت                               | ویلیام شکسپیر            |
| انگلیس     | ۱۶۰۳         | اتلو                               | ویلیام شکسپیر            |
| انگلیس     | ۱۶۰۵         | لیرشاه                             | ویلیام شکسپیر            |
| اسپانیا    | ۱۶۰۵         | دن کیشوت                           | میگوئل سروانتس           |
| ایرلند     | ۱۷۲۶         | سفرهای گالیور                      | جوناتان سویفت            |
| ایرلند     | ۱۷۶۰–۱۷۶۷    | زندگانی و عقاید آقای تریسترام شندی | لارنس استرن              |
| فرانسه     | ۱۷۷۱–۱۷۷۸    | ژاک قضا و قدری و اربابش            | دنیس دیدرو               |
| انگلیس     | ۱۸۱۳         | غرور و تعصب                        | جین اوستین               |
| آلمان      | ۱۸۲۸         | فاوست                              | یوهان ولفگانگ فون گوته   |
| ایتالیا    | ۱۷۹۸–۱۸۳۷    | مجموعهٔ اشعار                       | گیاکومو لئوپاردی         |
| فرانسه     | ۱۸۳۰         | سرخ و سیاه                         | استاندال                 |
| فرانسه     | ۱۸۳۵         | بابا گوریو                         | انوره دو بالزاک          |
| دانمارک    | ۱۸۰۵–۱۸۷۵    | داستان‌ها و قصه‌ها                   | هانس کریستیان آندرسن     |
| روسیه      | ۱۸۴۲         | نفوس مرده                          | نیکلای گوگول             |
| آمریکا     | ۱۸۰۹–۱۸۴۹    | مجموعه داستانها                    | ادگار آلن پو             |
| انگلیس     | ۱۸۴۷         | بلندی‌های بادگیر‌                    | امیلی برونته             |
| آمریکا     | ۱۸۵۱         | موبی‌دیک                            | هرمان ملویل              |
| آمریکا     | ۱۸۵۵         | برگ‌های علف                         | والت ویتمن               |
| فرانسه     | ۱۸۵۷         | مادام بواری                        | گوستاو فلوبر             |
| انگلیس     | ۱۸۶۰         | آرزوهای بزرگ                       | چارلز دیکنز              |
| انگلیس     | ۱۸۷۱–۱۸۷۷    | میدل مارچ                          | جورج الیوت               |
| فرانسه     | ۱۸۲۱–۸۰      | تربیت احساسات                      | گوستاو فلوبر             |
| روسیه      | ۱۸۶۶         | جنایت و مکافات                     | فئودور داستایوسکی        |
| روسیه      | ۱۸۶۹         | ابله                               | فئودور داستایوسکی        |
| روسیه      | ۱۸۷۲         | شیاطین (جن زدگان)                  | فئودور داستایوسکی        |
| روسیه      | ۱۸۸۰         | برادران کارامازوف                  | فئودور داستایوسکی        |
| روسیه      | ۱۸۶۹         | جنگ و صلح                          | لی یف نیکالاوریج تولستوی |
| روسیه      | ۱۸۷۷         | آنا کارنینا                        | لی یف نیکالاوریج تولستوی |
| روسیه      | ۱۸۸۶         | مرگ ایوان ایلیچ                    | لی یف نیکالاوریج تولستوی |
| نروژ       | ۱۸۷۹         | خانه عروسک                         | هنریک ایبسن              |
| آمریکا     | ۱۸۸۴         | ماجراهای هاکلبری فین               | مارک توین                |
| نروژ       | ۱۸۹۰         | گرسنه                              | کنوت هامسون              |
| آلمان      | ۱۹۰۱         | بودنبروک‌ها                         | توماس مان                |
| انگلیس     | ۱۹۰۴         | نوسترومو                           | جوزف کنراد               |
| روسیه      | ۱۸۶۰–۱۹۰۴    | مجموعه داستان‌ها                    | آنتون پاولوویچ چخوف      |
| ایتالیا    | ۱۹۲۳         | وجدان زنو                          | ایتالو اسوو              |
| فرانسه     | ۱۹۱۳–۱۹۲۷    | در جستجوی زمان از دست رفته         | مارسل پروست              |
| آلمان      | ۱۹۲۴         | کوه جادو                           | توماس مان                |
| آلمان      | ۱۹۲۹         | برلین، میدان الکساندر              | آلفرد دوبلین             |
| اتریش      | ۱۹۳۰–۴۳      | مرد بدون خاصیت                     | روبرت موزیل              |
| چین        | ۱۹۱۸         | دفتر خاطرات مرد دیوانه             | لو خوان                  |
| ایرلند     | ۱۹۲۲         | اولیس                              | جیمز جویس                |
| انگلیس     | ۱۹۲۷         | به سوی فانوس دریایی                | ویرجینیا وولف            |
| انگلیس     | ۱۹۲۵         | خانم دالوی                         | ویرجینیا وولف            |
| آلمان      | ۱۹۲۳         | محاکمه (رمان)                      | فرانتس کافکا             |
| آلمان      | ۱۹۲۴         | قصر                                | فرانتس کافکا             |
| آلمان      | ۱۹۲۴         | مجموعه داستانهای کافکا             | فرانتس کافکا             |
| یونان      | ۱۹۴۶         | زوربای یونانی                      | نیکوس کازانتزاکیس        |
| انگلیس     | ۱۸۸۵–۱۹۳۰    | پسران و عشاق                       | دی. اچ. لارنس            |
| پرتغال     | ۱۹۱۳–۳۴      | کتاب دلواپسی                       | فرناندو پسوآ             |
| فرانسه     | ۱۹۳۲         | سفر به انتهای شب                   | لویی فردینان سلین        |
| آمریکا     | ۱۹۲۹         | خشم و هیاهو                        | ویلیام فاکنر             |
| آمریکا     | ۱۹۳۶         | ابشالوم، ابشالوم                   | ویلیام فاکنر             |
| آمریکا     | ۱۹۲۹         | وداع با اسلحه                      | ارنست همینگوی            |
| اسپانیا    | ۱۹۲۸         | قصیده‌های کولی‌ها                    | فدریکو گارسیا لورکا      |
| آمریکا     | ۱۹۵۲         | پیرمرد و دریا                      | ارنست همینگوی            |
| ژاپن       | ۱۹۴۸         | صدایی از کوهستان                   | یاسوناری کاواباتا        |
| روسیه      | ۱۹۵۵         | لولیتا                             | ولادیمیر ناباکوف         |
| آرژانتین   | ۱۹۵۱         | هزارتوهای بورخس                    | خورخه لوئیس بورخس        |
| ایسلند     | ۱۹۰۲–۱۹۹۸    | مردم مستقل                         | هالدور لاکسنس            |
| فرانسه     | ۱۹۰۳–۱۹۸۷    | خاطرات آدرین                       | مارگریت یورسنار          |
| ایرلند     | ۱۹۵۱–۵۵      | مولی، مالون می‌میرد، بی‌نام          | ساموئل بکت               |
| سوئد       | ۱۹۰۷–۲۰۰۲    | پی‌پی جوراب‌بلنده                    | آسترید لیندگرن           |
| برزیل      | ۱۹۵۶         | شیطان در راه                       | گویمارس روزا             |
| الجزایر    | ۱۹۴۲         | بیگانه                             | آلبر کامو                |
| آمریکا     | ۱۹۰۸         | مرد نامریی                         | رالف الیسون              |
| مکزیک      | ۱۹۱۸–۱۹۸۶    | پدرو پارامو                        | خوان رولفو               |
| رومانی     | ۱۹۲۰ - ?     | اشعار                              | پل سلان                  |
| نیجریه     | ۱۹۵۸         | همه چیز فرو می‌پاشد                 | چینوآ آچه‌به              |
| مصر        | ۱۹۸۰         | بچه‌های محله ما                     | نجیب محفوظ               |
| آلمان      | ۱۹۵۹         | طبل حلبی                           | گونتر گراس               |
| انگلیس     | ۱۹۶۲         | دفترچه طلایی                       | دوریس لسینگ              |
| سودان      | ۱۹۶۶         | موسم هجرت به شمال                  | طیب صالح                 |
| کلمبیا     | ۱۹۶۷         | صد سال تنهایی                      | گابریل گارسیا مارکز      |
| ایتالیا    | ۱۹۷۹         | تاریخ(مورانته)                     | الزا مورانته             |
| هند        | ۱۹۸۰         | بچه‌های نیمه‌شب                      | سلمان رشدی               |
| کلمبیا     | ۱۹۸۵         | عشق در زمان وبا                    | گابریل گارسیا مارکز      |
| آمریکا     | ۱۹۸۷         | دلبند                              | تونی موریسون             |
| پرتغال     | ۱۹۹۵         | کوری (رمان)                        | ژوزه ساراماگو            |